# The Pining
The Pining es una película estadounidense de suspenso de 2019, dirigida y escrita por Eduardo Castrillo, musicalizada por Sam Garrone, en la fotografía estuvo Benjamin Dennis y los protagonistas son Diogo Hausen, Tom Sizemore, Jackie Dallas y Miguel A. Núñez, Jr., entre otros. El filme fue producido por Uncia Films y se estrenó el 26 de enero de 2019.

## Sinopsis
Cuando los integrantes de un grupo de terapia empiezan a morir en circunstancias extrañas, el detective Harris se ve forzado a volver a abrir un caso sin resolver. La única pista que tienen es el padre William, líder de la terapia de grupo, que aparenta saber más de lo que expone en sus declaraciones a la policía.